# Prokop Brož
Prokop Brož (* 22. března 1972, Náchod) je český římskokatolický biskup a emeritní děkan Katolické teologické fakulty Univerzity Karlovy (od 17. února 2010 do 1. února 2018). 
Dne 2. prosince 2024 byl jmenován pomocným biskupem královéhradecké diecéze a titulárním biskupem litomyšlským, vysvěcen pak byl 22. února 2025.

## Život
Narodil se jako šesté ze sedmi dětí manželů Jaroslava a Lidmily Brožových. Jeho bratrem je biblista a bývalý děkan Katolické teologické fakulty Univerzity Karlovy Jaroslav Brož. Rodina pochází z Červeného Kostelce, kde byl také Prokop Brož 7. května 1972 pokřtěn. Po absolvování gymnázia v Trutnově v roce 1990 strávil rok v teologickém konviktu v Litoměřicích. V letech 1991 až 1996 studoval v Římě na Papežské lateránské univerzitě, z toho první dva roky filosofii a poté teologii. V roce 1996 jej biskup Karel Otčenášek vysvětil na jáhna. Roční jáhenskou službu vykonal zčásti v Diecézním centru života mládeže Vesmír v Jedlové a zčásti ve farnosti Polná.
Dne 14. června 1997 byl biskupem Otčenáškem v královéhradecké katedrále sv. Ducha vysvěcen na kněze. Následně působil jako farní vikář v Nové Pace (1997–1998) a Kutné Hoře (1998–2001). V letech 2001 až 2003 studoval systematickou teologii na Papežské univerzitě Gregoriana, kde získal licenciát teologie. Od roku 2003 vyučuje jako odborný asistent na katedře systematické teologie (později přejmenované na katedru fundamentální a dogmatické teologie) Katolické teologické fakulty Univerzity Karlovy, v letech 2004–2006 a 2008–2009 zde byl také fakultním kaplanem. Dne 14. května 2007 byl jmenován sídelním kanovníkem vyšehradské kapituly. Od roku 2008 také externě vyučuje na Cyrilometodějské teologické fakultě Univerzity Palackého.
Po skončení svého děkanského období na pražské teologické fakultě prožil sabatický půlrok v Římě. Po návratu se rozhodl ukončit své akademické působení v Praze a na vlastní žádost se vrátil do královéhradecké diecéze, kde převzal běžnou duchovní správu farnosti Nový Hradec Králové. Zároveň rezignoval na sídelní kanonikát v Praze na Vyšehradě, načež se stal čestným kanovníkem. Akademické působení však zcela neopustil. Biskup Jan Vokál jej jmenoval ředitelem Diecézního teologického institutu, fungujícího při Univerzitě Hradec Králové.
Dne 2. prosince 2024 byl jmenován pomocným biskupem Diecéze královéhradecké a titulárním biskupem litomyšlským. Svěcení proběhlo 22. února 2025 v královéhradecké katedrále sv. Ducha. Hlavním světitelem byl královéhradecký biskup, Mons. Jan Vokál, spolusvětiteli Mario kardinál Grech a plzeňský biskup Tomáš Holub. Jeho biskupské heslo je Stačí ti moje milost.

## Znak
Na modrém štítě umístěný měsíc a sedmihrotá hvězda představují Bohem stvořený čas. Veškerý život vzniká, vyvíjí se a naplňuje se v čase (Gn 1,3.14–15). Měsíc se na obloze stále mění, zde je ve fázi poslední čtvrti, couvá a směřuje ke svému novu. Sedmihrotá hvězda je zároveň symbolem lidského hledání, touhy po štěstí a lásce. Se sluncem přichází do znaku plnost času (Gal 4,4), jež nastává s příchodem toho, který „vychází z výsosti“ (Lk 1,78), Mesiáše – Krista. V něm se dostává celému stvoření skutečného naplnění. Zlatému slunci odpovídá zlatý kříž, umístěný za štítem. Kristus přinesl celému světu dar Ducha Svatého, kterého předal v hodině smrti z kříže (Jan 19,30), pod nímž stála Matka Boží Panna Maria spolu s učedníkem Janem a dalšími ženami.
Postava Panny Marie je ve znaku znázorněna sedmi třešňovými květy – tak je uctívána jako „Sedmiradostná“ v Malých Svatoňovicích. Do středu bílých květů je oproti třešňovému bílému semeníku umístěn červený. Sedm květů představuje dary Ducha Svatého, jimiž je utvářen konkrétní život lidí den co den, sedm dní v týdnu. Květ také symbolizuje čerstvost, růst a zrání života církve v čase, v čase milosti a spásy. Měsíc, který obíhá kolem slunce, představuje tajemství církve, která se v čase  proměňuje a stává se zárodkem a počátkem Božího království na zemi.
Heslo sufficit tibi gratia mea (stačí ti moje milost – 2 Kor 12,9) vyjadřuje postoj apoštola Pavla, který byl povolán k hlásání evangelia. Vstoupil do otevřené komunikace se všemi a tato otevřenost vyžadovala dostatečně silné zakotvení a zdroj, z něhož apoštol čerpal. Všechno lidské, o co by se mělo evangelium opírat, se ale nakonec ukazuje jako slabé. Umění hlasatele evangelia spočívá právě v tom, že poznává velikost Boží milosti – Kristovy lásky – a nebojí se ji sdílet i způsoby, které jsou lidem blízké, i když ne zcela odpovídají hloubce a velikosti Božího daru.